# Kossiw
Kossiw (ukrainisch Косів; polnisch Kosów, Kosów Pokucki, Kosów Huculski, rumänisch Cosău, russisch Косов Kossow) ist eine in der Westukraine liegende Stadt mit etwa 8000 Einwohnern.

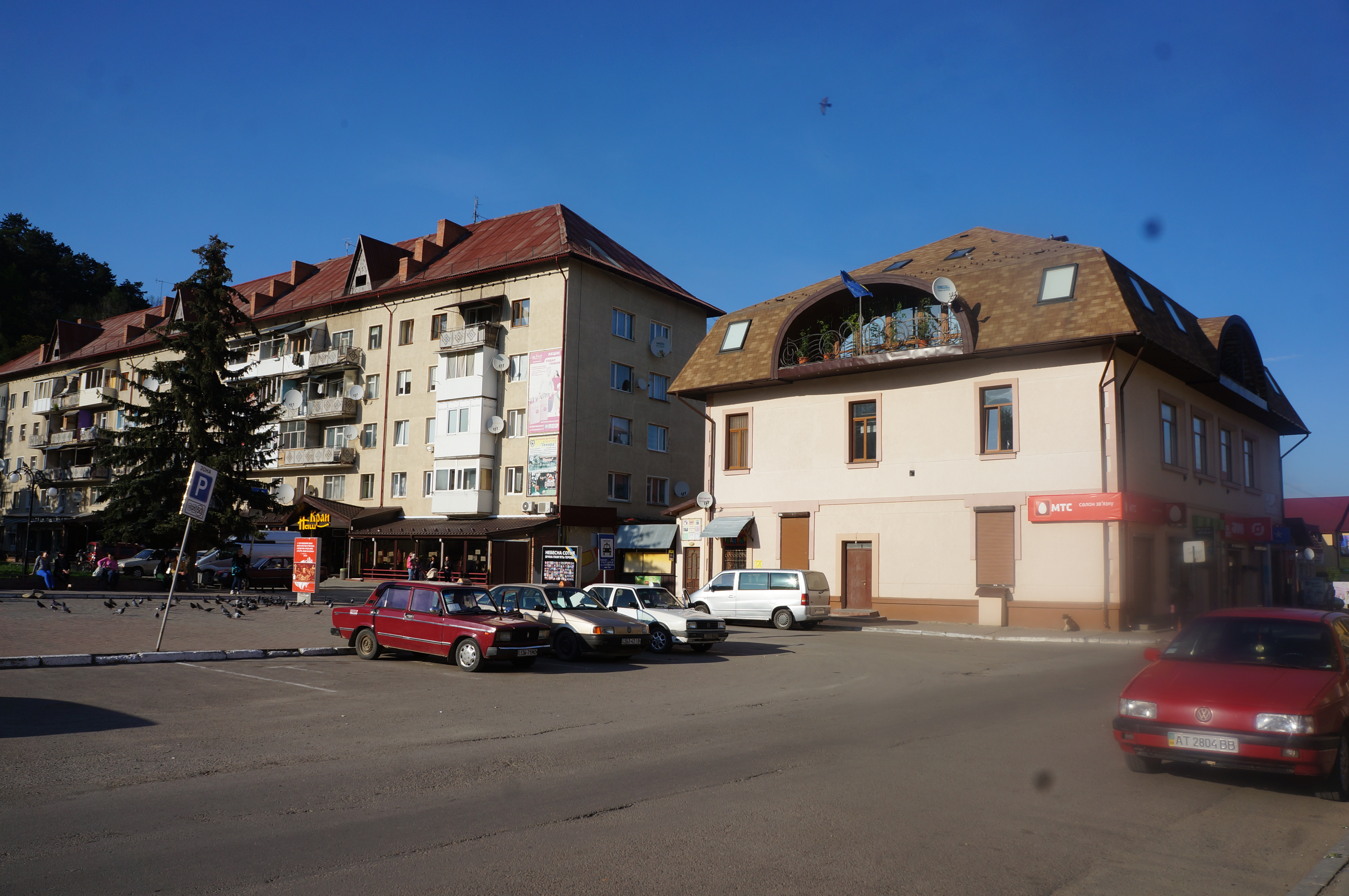
Zentraler Platz der Stadt

Kossiw liegt in der Oblast Iwano-Frankiwsk am Ufer der Rybnyzja (Рибниця), etwa 73 Kilometer südöstlich der Oblasthauptstadt Iwano-Frankiwsk.

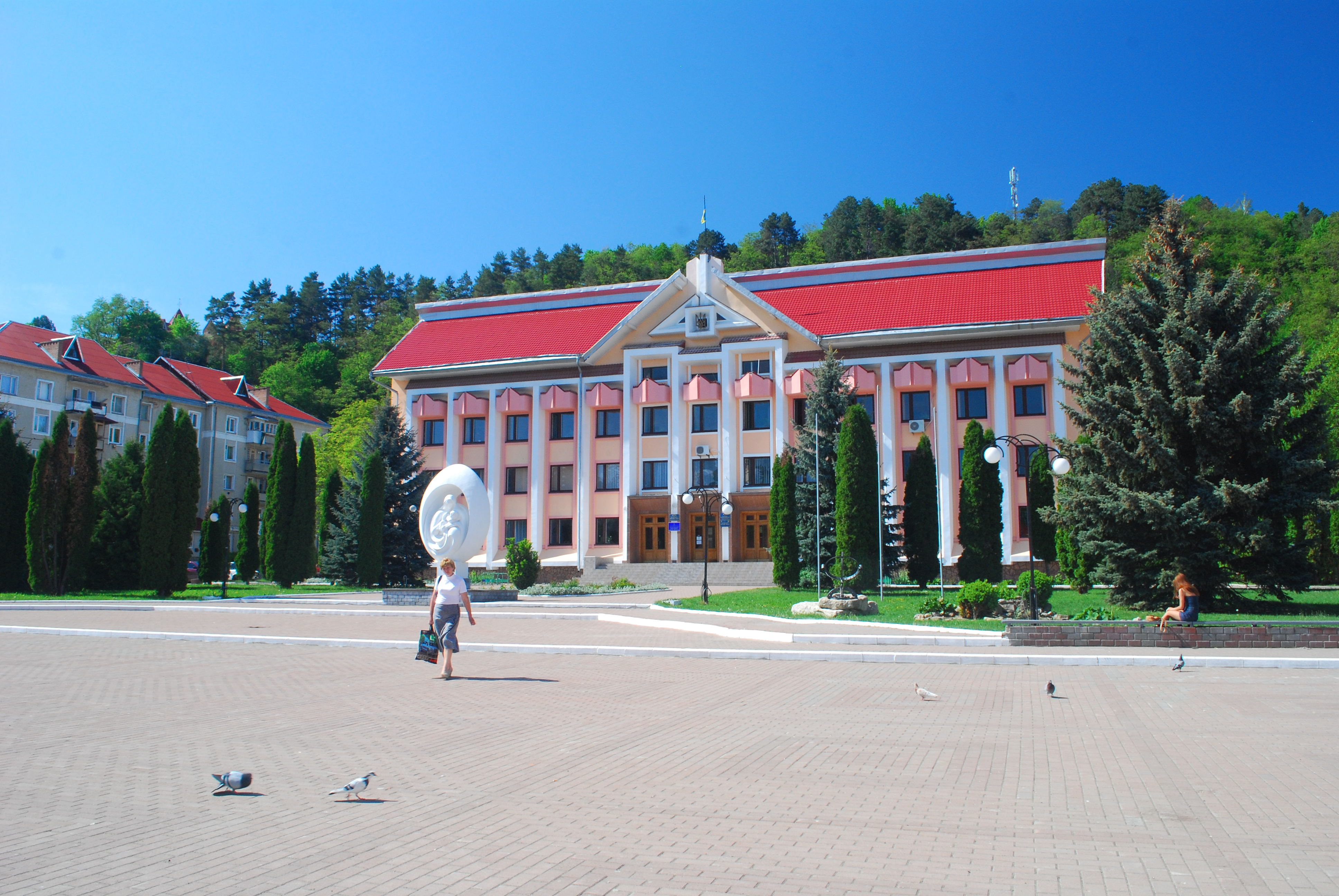
Rathaus von Kossiw

## Geschichte
Die Ortschaft wurde 1424 zum ersten Mal schriftlich erwähnt. Eine Befestigung der von den Huzulen bewohnten Stadt wurde von den Türken zerstört, 1654 erhielt sie offiziell das Stadtrecht verliehen. Sie gehörte von 1774 bis 1918 zum österreichischen Galizien und war von 1854 bis 1918 Sitz der Bezirkshauptmannschaft des gleichnamigen Bezirks Kosów sowie ab 1867 eines Bezirksgerichtes. Nach dem Ende des Ersten Weltkrieges kam sie als Kosów zu Polen und lag hier ab 1921 in der Woiwodschaft Stanislau. Mit dem Beginn des Zweiten Weltkrieges wurde Kossiw erst von der Sowjetunion und von 1941 bis 1944 von Deutschland besetzt.
1945 kam die Stadt wiederum zur Sowjetunion, und wurde dort Teil der Ukrainischen SSR. Seit 1991 ist Kossiw ein Teil der unabhängigen Ukraine.
Bekannt ist die Stadt für eine der heißesten Thermalquellen Europas, die im 19. Jahrhundert durch den Mediziner Tarnawski bekannt gemacht wurde.

## Gemeinde
Am 12. Juni 2020 wurde die Stadt zum Zentrum der neugegründeten Stadtgemeinde Kossiw (Косівська міська громада Kossiwska miska hromada). Zu dieser zählen auch noch die 14 in der untenstehenden Tabelle aufgelisteten Dörfer, bis dahin bildete es die gleichnamige Stadtratsgemeinde Kossiw (Косівська міська рада/Kossiwska miska rada) im Rajon Kossiw.
Folgende Orte sind neben dem Hauptort Kossiw Teil der Gemeinde:
| Name                     | Name         | Name                        | Name        | Name |
| ukrainisch transkribiert | ukrainisch   | russisch                    | polnisch    |      |
| ------------------------ | ------------ | --------------------------- | ----------- | ---- |
| Babyn                    | Бабин        | Бабин (Babin)               | Babin       |      |
| Horod                    | Город        | Город (Gorod)               | Horod       |      |
| Jaworiw                  | Яворів       | Яворов (Jaworow)            | Jaworów     |      |
| Mykytynzi                | Микитинці    | Никитинцы (Nikitinzy)       | Mykietyńce  |      |
| Pistyn                   | Пістинь      | Пистинь (Pistin)            | Pistyń      |      |
| Ritschka                 | Річка        | Речка (Retschka)            | Riczka      |      |
| Schepit                  | Шепіт        | Шепот (Schepot)             | -           |      |
| Scheschory               | Шешори       | Шешоры                      | Szeszory    |      |
| Smodna                   | Смодна       | Смодна                      | Smodna      |      |
| Snidawka                 | Снідавка     | Снидавка                    | Snidawka    |      |
| Sokoliwka                | Соколівка    | Соколовка (Sokolowka)       | Sokołówka   |      |
| Staryj Kossiw            | Старий Косів | Старый Косов (Stary Kossow) | Kosów Stary |      |
| Tscherhaniwka            | Черганівка   | Чергановка (Tscherhanowka)  | Czerhanówka |      |
| Werbowez                 | Вербовець    | Вербовец                    | Wierzbowiec |      |

## Söhne und Töchter der Stadt
- Mychajlo Pawlyk (1853–1915), Journalist, Schriftsteller, Übersetzer und Publizist
- Bohdana Mazjozka (* 1989), ukrainische Ski Alpin-Fahrerin